# マクシム・コヴァリ
マクシム・アナトリヨヴィチ・コバル（ウクライナ語:Максим Анатолійович Коваль、ラテン文字:Maksym Anatoliyovych Koval、1992年12月9日 - ）は、ウクライナ・ザポリージャ出身のサッカー選手。元ウクライナ代表。FCシェリフ・ティラスポリ所属。ポジションはGK。
マクシム・コヴァルとも表記される。

## 経歴
2004年にウクライナのFCメタルルフ・ザポリージャのユースチームでキャリアをスタートさせ、2008年にFCメタルルフ・ザポリージャのトップチームに昇格した。
2010年7月、FCディナモ・キーウと契約を交わした。
2014年、FCホヴェルラ・ウージュホロドにローン移籍。
2015年8月30日、デンマークのオーデンセBKに1年間のローン移籍。
2017年より、再びFCディナモ・キーウに復帰。
2018年1月20日、デポルティーボ・ラ・コルーニャにシーズン終了までのローン移籍。
2018年7月23日、ファティフFCにローン移籍。その後ファティフが買い取りオプションを行使し3年契約で完全移籍となった。
2022年8月13日、FCシェリフ・ティラスポリに移籍。

## 代表歴
2011年6月、ウズベキスタン戦、フランス戦でウクライナ代表に初招集された。しかし、2試合ともに出番はなかった。
2012年6月1日、オーストリア代表との親善試合でA代表デビューした。